# Moonan Flat
Moonan Flat är en ort i Australien. Den ligger i kommunen Upper Hunter Shire och delstaten New South Wales, i den sydöstra delen av landet, omkring 220 kilometer norr om delstatshuvudstaden Sydney. Antalet invånare är 185.
Runt Moonan Flat är det mycket glesbefolkat, med 2 invånare per kvadratkilometer.. Det finns inga andra samhällen i närheten. 
I omgivningarna runt Moonan Flat växer huvudsakligen savannskog. Genomsnittlig årsnederbörd är 1 277 millimeter. Den regnigaste månaden är februari, med i genomsnitt 228 mm nederbörd, och den torraste är oktober, med 30 mm nederbörd.